# Ale Carr
Ale Carr, född 26 juni 1989 i Förslöv, är en svensk riksspelman på fiol, multiinstrumentalist och kompositör. Han är mest känd som musiker i den danska trion Dreamers' Circus. 

## Bakgrund
Ale Carr växte upp i spelmansfamiljen Carr, där hela familjen spelat som ett band sedan barnsben.    
Ale studerade 2008-2011 svensk folkmusik på cittern på Kungliga Musikhögskolan i Stockholm. Hans citterns är specialbyggda av Christer Ådin. Sedan 2011 undervisar han i folkmusik på Musikhögskolan i Malmö.
Ale har blivit namngiven efter den svenske folkmusikern Ale Möller. 

## Priser och utmärkelser
- Första pris i Sveriges största musiktävling för ungdomar, Musik Direkt, 2007 och 2009 [5]
- Zornmärket i silver och titeln riksspelman i Delsbo 2008, för fiolspel i skånsk tradition [6]
- STIM Stipendium 2016 [7]
- Anställdes 2017 i Musikalliansen, och får därmed statlig inkomstgaranti [8]
- Världsmästare i Träskofiol 2017 [9][10]
- STIM Stipendium 2018 [11]
- STIM Stipendium 2020 [12]
- CARL Prisen, Årets Kompositör Roots, 2021 (Dreamers' Circus) [13]
- Sparbankstiftelsen Skåne Kulturstipendium i Musik 2021 [14]
- Världsmästare i Träskofiol 2021
- Årets DR P2 artist 2023 med Dreamers' Circus[15]
- Världsmästare i Träskofiol 2024

Danish Music Awards
Ale Carr har sedan 2009 främst varit aktiv med danska musiker, och har genom arbetet med dem tilldelats priser under Danish Music Awards. 
- Danish Music Awards Folk 2013
  - Nomineringar som "Årets Artist", "Årets Kompositör" samt "Årets Album" och "Årets Talang" med Dreamers' Circus. Tilldelades priserna Årets Artist, Årets Album och Årets Talang. [16]
- Danish Music Awards Folk 2015
  - Nomineringar som "Årets Kompositör" samt "Årets Album" med Dreamers' Circus och "Årets Artist" med Basco. Tilldelades priserna Årets Kompositör och Årets Album. [17]
- Danish Music Awards Folk 2017
  - Nomineringar som "Årets Musiker (Instrumentalist) samt som "Årets Kompositör" och "Årets Album" med Basco. Tilldelades priserna Årets Album och Årets Musiker. [18]
- Danish Music Awards Folk & World 2019
  - Nomineringar som "Årets Kompositör" samt som "Årets Folk Album" med Dreamers' Circus. [19]
- Danish Music Awards Roots 2020
  - Nomineringar som "Årets Kompositör" samt "Årets Album" och "Årets Track" med Dreamers' Circus. Tilldelades priserna Årets Kompositör, Årets Album, och Årets Track. [20]
- Danish Music Awards Roots 2021
  - Nomineringar som "Årets Danska Rootsnamn", "Årets Danska Rootslivenamn", "Traditionsprisen", "Årets Danska Rootskompositör" och "Årets Danska Rootsalbum" med Basco. [21]
- Danish Music Awards Roots 2022
  - Nomineringar som "Årets Rootsnamn", "Årets Rootsalbum" och två inom kategorin "Årets Roots Track" med Dreamers' Circus. [22]

## Diskografi
- 2010 – KMH FOLK 2010 (KMH Folk, Academus)
- 2010 – Chokladfabriken (Chokladfabriken, Gammalthea)
- 2010 – Skånelåtar för småspelmän CD'n (Blandade artister, Gammalthea)
- 2010 – Dreamers Circus (Dreamers Circus, GO' Danish Folk)
- 2010 – Julens visor (KMH Folk, Academus)
- 2011 – The Desert Factor (Robbie Rulah, Robbie Rulah Music)
- 2011 – Big Basco (Basco, GO' Danish Folk)
- 2012 – Hjemad (Kristian Leth, Speed of Sound / Universal Music)
- 2012 – Anno 2010 (Familjen Carr, Gammalthea)
- 2013 – Dejodejo (Rannok, GO' Danish Folk)
- 2013 – A Little Symphony (Dreamers' Circus, GO' Danish Folk)
- 2013 – The Remarkable Return of Old Man Basco (Basco, GO' Danish Folk)
- 2013 – Land of the Standing Stones (Paul Anderson, Fingal Records)
- 2014 – Kongsdøtrene  (Basco & Jullie Hjetland, GO' Danish Folk)
- 2014 – Live at DR Byen  (Basco & DR Big Band, GO' Danish Folk)
- 2015 – Second Movement (Dreamers' Circus, GO' Danish Folk)
- 2015 – Live (The Secret North, GO' Danish Folk)
- 2015 – Holmgång (Ale Carr & Esko Järvelä, Gammalthea)
- 2016 – OPUS (Afenginn, Westpark Music)
- 2016 – Fremmed Land (Kristian Leth, ArtPeople)
- 2017 – Interesting Times (Basco, GO' Danish Folk)
- 2017 – The High Summit (Paul Anderson, Fingal Records)
- 2017 – Rooftop Sessions (Dreamers' Circus, GO' Danish Folk/Vertical Records)
- 2019 – Old Friends & Exhausted Enemies (Luke Daniels, WREN Records)
- 2020 – Blue White Gold (Dreamers' Circus, GO' Danish Folk/Vertical Records)
- 2020 – The Reckoning (Sharon Shannon, Kata Songs)
- 2021 – Origin (Bjarke Falgren, Gateway Music)
- 2021 – Ræk mig Faklen (Basco & Jullie Hjetland, GO' Danish Folk)
- 2022 – The Lost Swans (Dreamers' Circus, GO' Danish Folk/Vertical Records)
- 2022 – Langt ud' i Skoven (Dreamers' Circus & DR Børnekoret, DR Korskolen / Dacapo Records)
- 2024 – Anno 2024 (Familjen Carr, GO' Danish Folk)
- 2024 – YULE (Dreamers' Circus & Teitur, Arlo and Betty Recordings Ltd)
- 2025 – Handed On (Dreamers' Circus, GO' Danish Folk/Vertical Records)